# Суфияров, Ильдар Филоретович
Ильдар Филоретович Суфияров (15 ноября 1971, Уфа, Башкирска АССР, РСФСР, СССР — 12 апреля 2024, Украина) — российский военнослужащий, старший лейтенант, командир мотострелкового взвода. Участник российского вторжения в Украину. Герой Российской Федерации (посмертно, 2024).

## Биография
Родился 15 ноября 1971 года в Уфе.
Учился в Уфимском нефтяном институте, который окончил в 1994 году, после чего Суфияров долгие годы проработал в нефтепереработке.
С 2023 года участвовал во вторжении России на Украину. По утверждению российских СМИ, 12 апреля 2024 года Суфияров подорвал себя гранатой, убив троих украинских военнослужащих.

## Звания и награды
- Герой Российской Федерации (посмертно, 2024)[2][3][4][5][6].